# 백성운
백성운(白成雲, 1949년 6월 16일 경산 ~ )은 대한민국의 정치인이다. 고려대학교를 졸업했으며, 제18회 행정고시에 합격했다. 제17대 대통령취임준비위원회 부위원장을 지냈다. 제33대 고양군수를 지냈다. 한나라당 소속의 제18대 국회의원을 역임했다. 지역구는 고양시 일산동구였다.

## 학력
- 압량초등학교
- 경산중학교
- 대구상업고등학교
- 고려대학교 법과대학 행정학(학사)
- 미국 시라큐스 대학교 대학원(행정학 석사)
- 고려대학교 대학원(행정학 박사)

## 경력
- 제18회 행정고등고시
- 경기도청 기획관리실 근무
- 내무부 행정과 근무
- 1988 ~ 1991 경기도 고양군수
- 대통령 비서실 행정수석실
- 1995 ~ 1995 경기도 안양시장
- 하버드 대학교 Kennedy School(Visiting Scholar)
- 1997 ~ 1998 경기도 안산시 부시장
- 경기도 경제투자관리실장
- 2000 ~ 2002 경기도 행정부지사
- 2002 ~ 2003 국민고충처리위원회 상임위원
- 2003. 8 고려대학교 행정학과 초빙교수
- 2004. 9 고려대학교 산학협력실장
- 2005. 4 전국시도지사협의회 사무총장
- 안국포럼 비서실장
- 이명박후보 경선캠프 종합행정실장
- 한나라당 중앙선대위 상황분석실장
- 2007. 12 ~ 2008. 2 대통령직인수위원회 인수위원, 행정실장
- 2007. 12 ~ 2008. 2 대통령직인수위원회 취임준비위원회 부위원장
- 예산결산특별위원회 위원
- 예산결산특별위원회 계수조정소위원회 위원
- 2008. 5 ~ 2012. 2 제18대 국회의원(경기 고양시일산동구/한나라당)
- 2008 국토해양위원회 위원
- 2011 여의도연구소 중앙연수원장
- 2011. 11. 한미FTA 찬성
- 2011. 12. 인천공항 매각안 발의
- 박근혜 대통령후보 종합상활실 단장
- 2012. 2 ~ 2012. 5 제18대 국회의원(경기 고양시일산동구/새누리당)

## 상훈
- 황조 근정훈장
- 녹조 근정훈장
- 근정 포장

## 단체가입
- 한국지방자치학회 회원
- 한국행정학회 회원

## 논문 및 기타
- 정부간 기능배분과 재원배분의 연계 기준에 관한 연구(고려대학교 행정학박사 학위논문, 1987)
- "행정문제에 대한 경제원리의 적용(상)" 지방행정, 1988.1
- "행정문제에 대한 경제원리의 적용(하)" 지방행정, 1988.2
- "지방의 국제와 수준과 전략" 지방행정, 1994
- "지역정보화를위한 지방행정의 과제와 전략" 지방행정, 1994
- "도시개발을 위한 재원조달 방안 및 토지개발 이익에 관한 연구", 지방행정, 1984

## 저서
- 가치창조 행정경영(2004년 2월 출간)

## 역대 선거 결과
|  | 47.07% |

|  | 36.40% |